# Dolichomitus baiamarensis
Dolichomitus baiamarensis är en stekelart som först beskrevs av Constantineanu och Pisica 1970.  Dolichomitus baiamarensis ingår i släktet Dolichomitus och familjen brokparasitsteklar. Inga underarter finns listade i Catalogue of Life.